# Tora-Krone

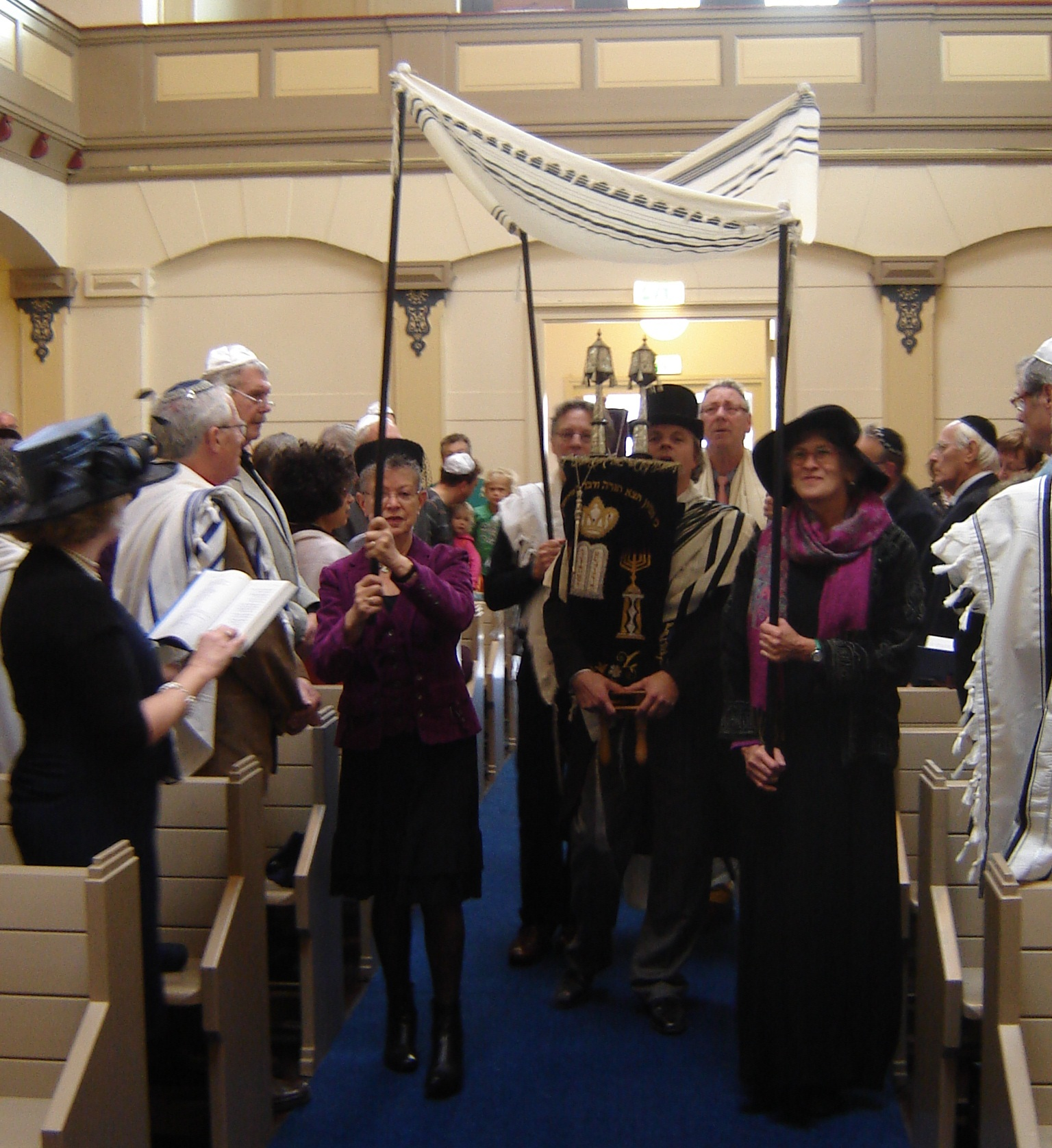
Einzug der Tora in die Synagoge:
Sichtbar ist die Abbildung einer Krone auf dem Toramantel

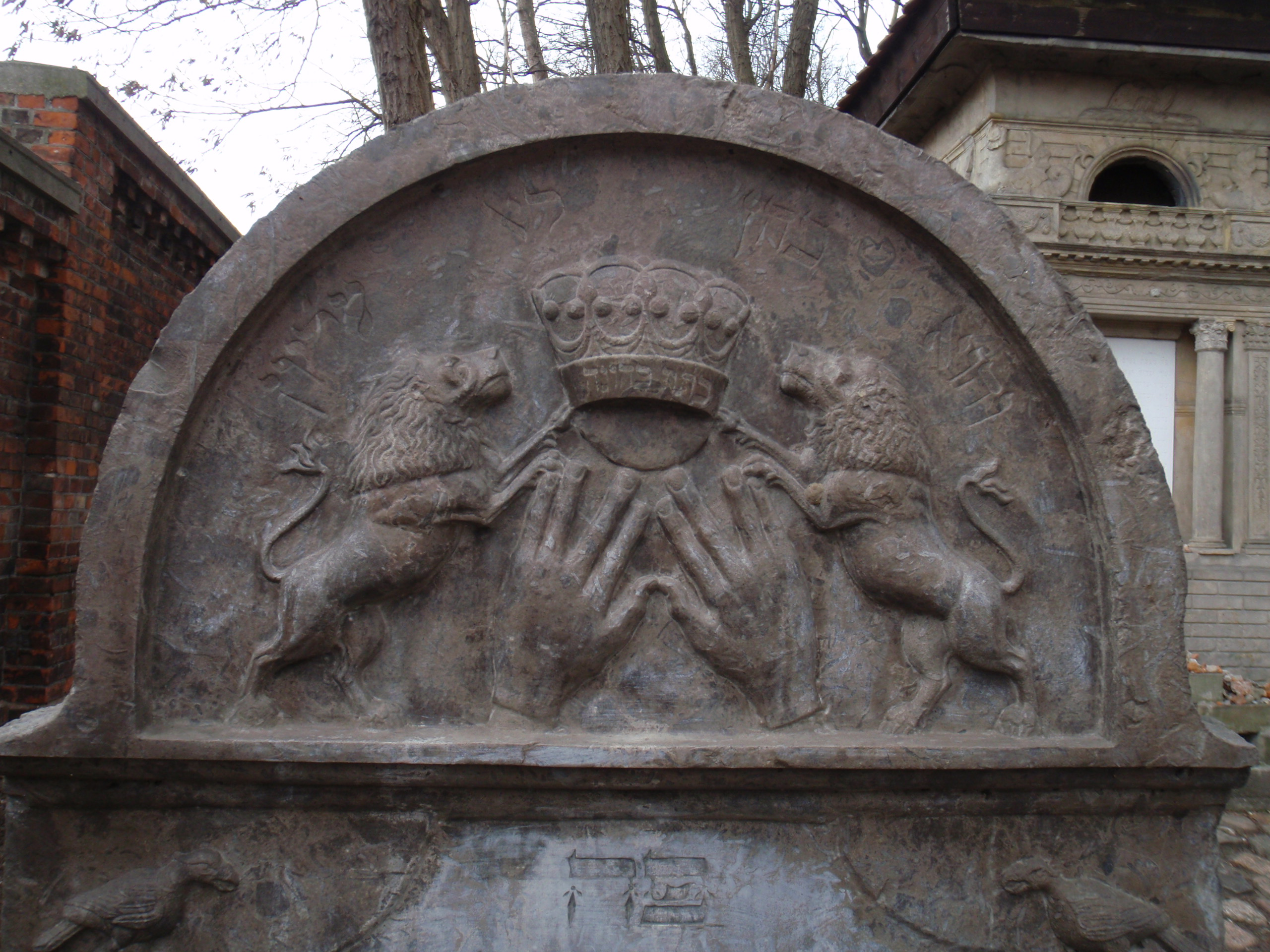
Abbildung einer Krone des Priester-tums auf einem Grabstein auf dem Jüdischen Friedhof in Warschau

Die Tora-Krone (hebräisch כֶּתֶר תּוֹרָה Keter Tōrah, in Abkürzung: כת, Kaf-Taf, oder עֲטָרָה ʿAṭarah) ist ein häufig verwendetes Symbol, das als Zierde der Tora und der gottesdienstlichen Geräte in den jüdischen Gemeinden benutzt wird. Daneben wird es für Buchtitel verwendet und kommt als Zeichen eines frommen beziehungsweise angesehenen Lebens auf jüdischen Grabsteinen vor.

## Name
Die Torakrone wurde möglicherweise aufgrund einer Sentenz im Mischna-Traktat Pirke Awot zu einem wichtigen Motiv der jüdischen Kunst:
Rabbi Simon (2. Jahrhundert) sagte: Es gibt drei Kronen: die Krone des Gesetzes, die Krone der Priesterwürde und die Krone des Königtums.

Die Krone eines guten Namens aber übertrifft sie alle. (Pirke Awot 4,17)

## Geschichte
Die ersten Erwähnungen einer Tora-Krone stammen aus dem Frühmittelalter und bezeichnen das Objekt als ʿAṭara; der Name Keter Tora wurde erst später üblich. Hai Gaon (10./11. Jahrhundert) schrieb, es sei üblich, der Torarolle eine Krone (ʿAṭara) aufzusetzen, wenn sie in ihrem Kasten (Tik) aufbewahrt werde. Diese Krone könne aus Gold oder Silber, Myrtenzweigen oder Frauenschmuck bestehen. Im 12. Jahrhundert schrieb Abraham ben Natan ha-Jarchi, die französischen Gemeinden seien dazu übergegangen, Torakronen aus Silber zu verwenden. Aus mittelalterlichen jüdischen Manuskripten wie auch schriftlichen Erwähnungen geht hervor, das die Krone neben Rimonim zu einer Gruppe von Schmuckstücken der Torarolle gehörte.
Es gibt zwei Typen von Torakronen: In Nordafrika und den Ländern des Islams war die Krone ein fester Bestandteil des Tik. In aschkenasischen und sefardischen Synagogen dagegen wurde die Tora-Krone (Silber, oft vergoldet) in Analogie zu einer Königskrone gestaltet und auf die Tora-Stäbe aufgesetzt. Besonders in Osteuropa waren die Tora-Kronen relativ groß, was Raum für eine Vielzahl von schmuckmotiven bot. Neben den Kronen waren auch Rimonim in Gebrauch, und so kam der Brauch auf, die Rimonim an Werktagen zu gebrauchen und die Tora-Krone an Schabbat und Feiertagen zu benutzen. Aus dem Mittelalter stammt die Tradition, die Tora-Krone den Personen aufzusetzen, die zur Toralesung aufgerufen werden.

## Gestaltung

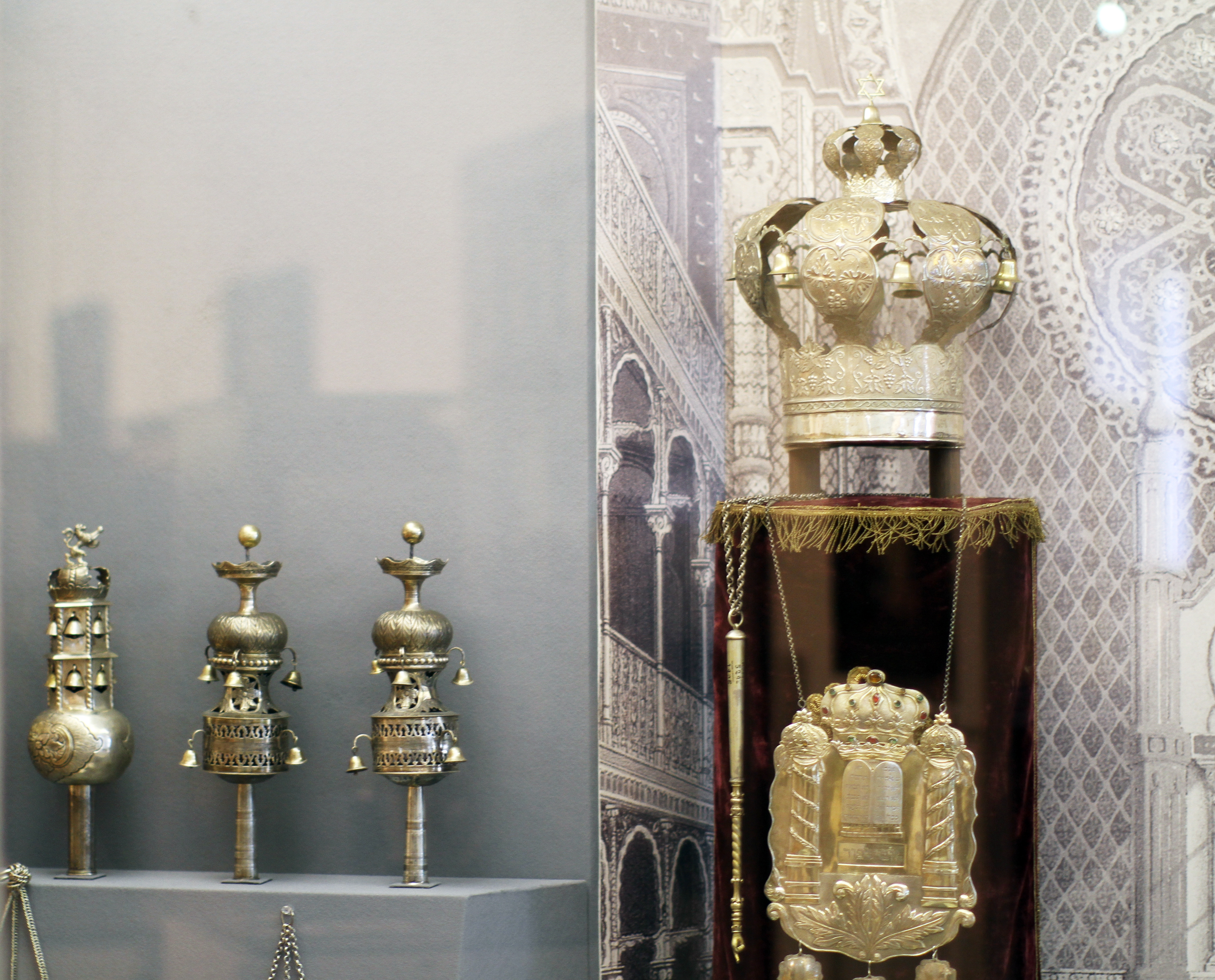
Toraschmuck: Rimonim, Torakrone, Mantel und Schild

Die Krone symbolisiert Gott, den Höhepunkt des Lebens der frommen Gläubigen, und ist ein Symbol der Anerkennung der höchsten Macht, Heiligkeit und Weisheit der Tora. Sie kann einzeln als Schutz der Rimonim auf die Schriftrollen aufgesetzt, als krönendes Element der Rimonim selbst als Rocaillenkrone, auf dem Toraschild und Toramantel aus Edelmetall-Blechen geformt, getrieben oder gestickt sein. Gelegentlich sind nur die beiden Buchstaben Kaf und Taf angebracht. Dabei geht die Darstellung oft Verbindungen mit anderen Symbolen wie Davidstern oder Löwe ein. Häufig sind die Kronen mit einer Vielzahl von zierlichen Glöckchen verziert.

## In der Literatur
Rabbiner haben oft Kommentare unter dem Namen „Keter Tora“ veröffentlicht. So zum Beispiel Solomon ibn Gabirol (1021–1057), David Salomon Vital ha-Rofe (16. Jahrhundert) und der chassidische Berditschewer Rabbi Levi Jizchak (1740–1810).
Außerdem tragen mehrere religiöse Einrichtungen und jüdische Gemeinden diesen Namen.

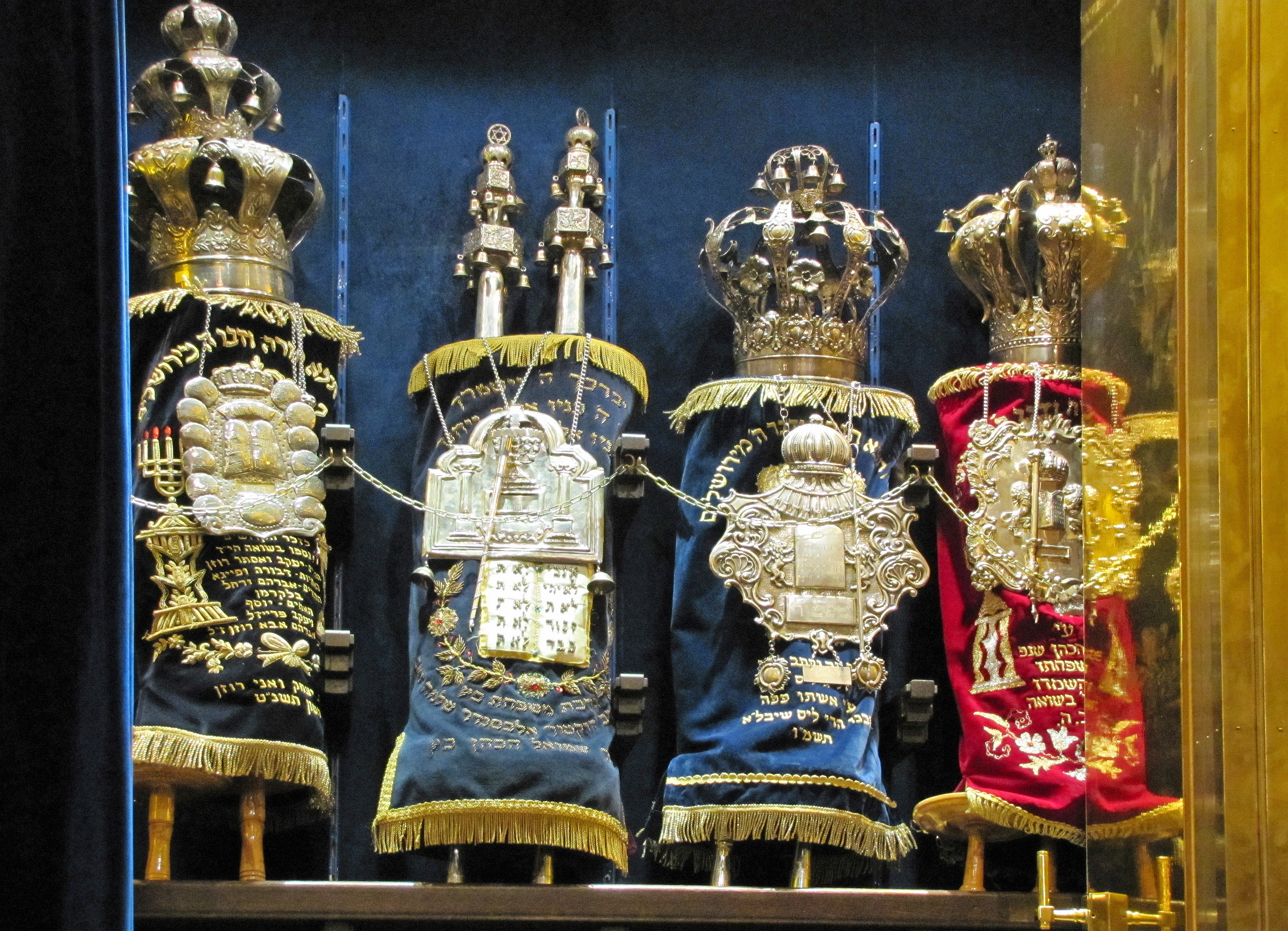
Torarollen in der Westend-Synagoge in Frankfurt am Main